# تیکارسیلین
تیکارسیلین (انگلیسی: Ticarcillin) یک کربوکسی‌پنی‌سیلین است که معمولاً به صورت ترکیب با کلاوولانیک اسید و با نام کو-تیکارکلاو عرضه می‌شود. این دارو به صورت تزریقی مصرف می‌شود و در درمان بیماری‌های ناشی از باکتری‌های گرم منفی به خصوص سودوموناس آئروژینوزا کاربرد دارد.